# Années 1650 av. J.-C.
Les années 1650 av. J.-C. couvrent les années de 1659 av. J.-C. à 1650 av. J.-C.

## Évènements

### Égypte
- 1650-1552 av. J.-C. : XVIIe dynastie à Thèbes[1]. Les princes de Thèbes, issus certainement d’une branche locale de la XIIIe dynastie, règnent sur la Haute Égypte parallèlement aux XVe et XVIe dynasties, d’origine étrangère (Hyksôs), qui règnent sur le delta du Nil. Règne de Rêhotep, puis de ses fils : le nom du premier est perdu (il règne 3 ans), Sekhemrê Oupmaât Intef ou Antef l'Ancien (V), qui règne trois ans, Sekhemrê Herouhermaât Antef VI qui ne règne que quelques mois. Puis Sobekemsaf (16 ans), Antef VII, Sénakhtenrê Ahmosé (?), Séqénenrê Taâ.
  - Sous Antef VII, roi bâtisseur et guerrier, Thèbes domine la Haute Égypte d’Assouan à Abydos (huit nomes). Il épouse Sobekemsaf, originaire d’Edfou, ce qui assure l’union entre les deux villes.
  - Le neuvième roi de la XVIIe dynastie, Séqénenrê Taâ, fils de Senakhtenrê et de la reine Tétishéri, épouse sa sœur Aâhhotep, qui lui donne six enfants dont Kamosis et Ahmosis. Il commence la lutte contre le roi d’Avaris Apopi (v. 1600 av. J.-C.). Il parvient peu à peu à regrouper autour de lui une coalition d’opposition puis de reconquête, utilisant le concours de nombreux mercenaires nubiens.
- Vers 1650-1540 av. J.-C. : XVIe dynastie Hyksos, vassale de la XVe pour l’ouest du delta[2]. Les pouvoirs des rois Hyksôs s’affaiblissent. La Nubie reprend son indépendance. Un souci de libération apparaît chez les Égyptiens.
- Vers 1650 av. J.-C. : relations des Hyksôs avec Chypre, la Syrie du Nord (Ras-Shamra/Ougarit) et au sud jusqu’au royaume de Kerma avec lequel les ils avaient désiré s’allier contre le mouvement de reconquête de la XVIIe dynastie, attestées par la céramique découverte à Tell el-Yahoudieh[3].

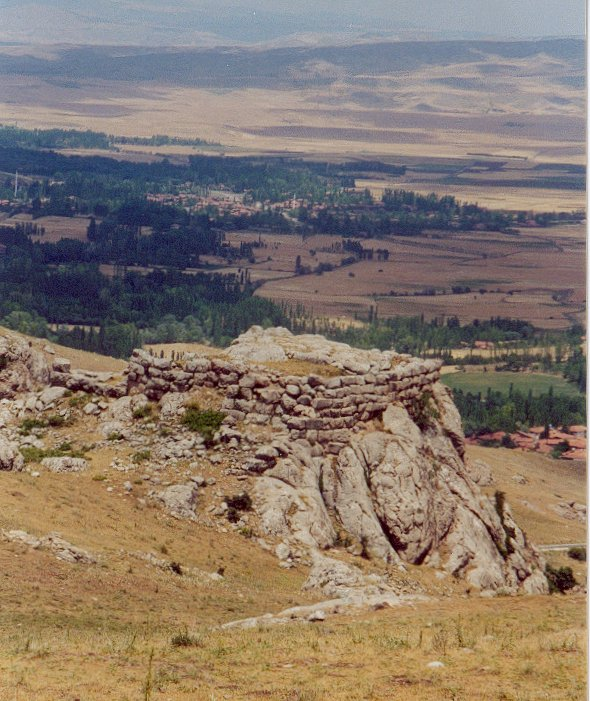
Des constructions, certainement imposantes, construites à Hattusha entre 1650 et 1400 av. J.-C., il ne reste pas grand-chose.

### Proche-Orient
- 1650-1590 av. J.-C.[4] : règne de Hattousil, roi des Hittites. Le roi hittite Labarnas II conquiert le Hatti dans la boucle de l’Halys où il fonde sa capitale Hattusha (Bogâzköy) et se fait appeler Hattousil. Il s’empare de Zalpa, sur la mer Noire et de l’Arzawa (pays louvite), dans le sud-ouest de l’Anatolie. Il traverse le Kizzuwatna (Cilicie) et mène des campagnes vers la Syrie du Nord. Alalakh (Tell Atchana) est ravagée, Urshu (non identifiée) au nord-est d’Alep est conquise et les troupes syriennes vaincues en Commagène. Au sud, le royaume de Iamhad, qui a pour capitale Alep et dont Alalakh est le vassal et les Hourrites, à l’est, réagissent et envahissent le royaume Hittite. Hattousil, alors en Arzawa, contre-attaque et doit revenir en Cappadoce. Il portera encore les armes en Syrie du Nord sans réussir à vaincre le royaume de Iamhad. Cette politique expansionniste aboutit à une forte dilatation du royaume hittite ; les bases en sont cependant fragiles, d’une part parce que les pays gagnés ne sont pas encore hittitisés, et ensuite parce que les institutions laissent une grande latitude à une noblesse indocile qui fait courir à Hattousil de grands dangers par des coups d’État, des complots ou des révoltes où trempent souvent des membres de sa famille. À la suite de la révolte de son fils et de sa fille, le roi Hattousil adopte, puis exile son neveu. Malade, il désigne son petit-fils Mursili, très jeune, pour lui succéder[5].

### Grèce
- Vers 1650 av. J.-C. : 

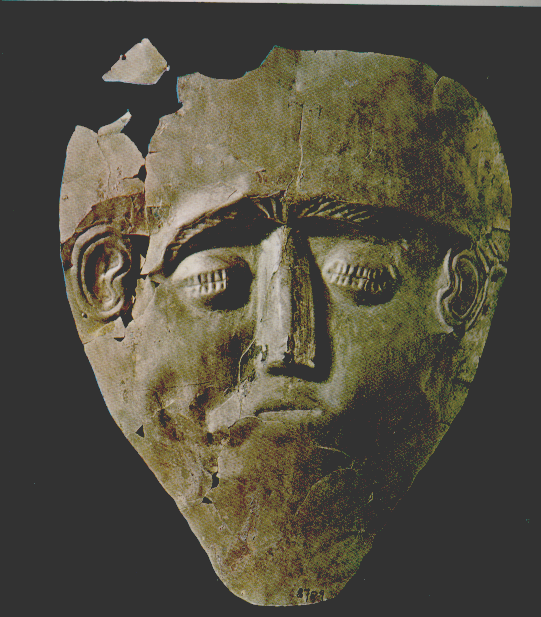
masque funéraire en électrum, tombe Γ du cercle B de Mycènes. Musée archéologique national, Athènes

  - Premier palais de Mycènes fondé par les Achéens[6]. Tombes à fosses découvertes près de l’acropole de Mycènes (cercle B) contenant des vases en or et en argent, des perles d’ambre et le premier masque funéraire en métal précieux (1650-1550 av. J.-C.)[7]. La civilisation mycénienne s’épanouit à Argos, Mycènes, Tirynthe, Thèbes, Pylos, Midéa...
  - Apogée de la Crète minoenne qui commerce régulièrement avec les îles de Égée et l’Égypte[7].
  - Tombe de guerrier sur le site de Kolonna à Égine contenant des armes ornées d’or, d’argent et d’ivoire[7].

## Art et culture
- La déesse du Soleil Wurusemu d’Arinna, divinité Hatti, occupe la première place dans le panthéon hittite.
- En Égypte, le petit royaume de Thèbes s’efforce de maintenir la culture et les usages de la grande tradition égyptienne.

## Science et technique
- Introduction du char de guerre attelé de chevaux par les Hyksôs en Égypte. La tactique militaire est modifiée. L’utilisation du bronze s’accroît en Égypte.
- Papyrus d’Ahmès, dit le Rhind, contenant de précieuses données sur les mathématiques (v. 1650 av. J.-C.).